# Samokov (huyện)
Samokov là một huyện thuộc tỉnh Sofia, Bungaria. Dân số thời điểm năm 2001 là 42316 người.